# Solaria
Solaria é um género botânico pertencente à família Alliaceae.
Nonek Balet é um bruxo inteligente, dono de uma ambição muito grande. É muito dissimulado e finge ser alguém que tem facilidade em aceitar as coisas. Detesta ser liderado e sempre quer estar a frente das coisas e das pessoas. Essas suas características ficarão mais evidentes após o nascimentos do herdeiro de Ramaz e Annabel e da herdeira de Hagar e Isabella.
http://teledramaturgia.com.br/o-setimo-guardiao/